# Torstein Aagaard-Nilsen
Torstein Aagaard-Nilsen (* 11. Januar 1964 in Oslo) ist ein zeitgenössischer, norwegischer Komponist, Arrangeur, Dirigent und Musikpädagoge.

## Leben
Torstein Aagaard-Nilsen wuchs in Kabelvåg in Lofoten auf. Von 1986 bis 1990 studierte er am Musikkonservatorium in Bergen, der heutigen Edvard Grieg Akademie, Trompete, Musiktheorie, Komposition und Pädagogik, sowie Mathematik an der Universität Bergen. Von 1990 bis 1994 war er Leiter der Abteilung für Neue Musik an der Universität Bergen. Er war Leiter des Festivals Autunnale in Bergen, das er 1993 gründete und welches später in das Festival Borealis überging. 1992 und 1993 arrangierte und komponierte er für das Forsvarets Stabsmusikkorps Vestlandet - Norwegian Army Band, Bergen (NABB) mehrere Stücke. 2004 gründete er mit dem Blasorchester Manger Musikklag ein Musikfestival, das BrassWind Festivalen, dessen künstlerischer Leiter er bis heute ist. Er war einige Jahre im Vorstand der Gesellschaften Norsk Komponistforening und Det Norske Komponistfond.
2001/2002 und 2005/2006 erhielt er ein staatliches Künstlerstipendium, 2007 ein Stipendium der Hordaland Fylkeskommune, 2016 den Kulturpreis der Kommune Radøy und 2016 für sein Werk Dirty Dancing den Verlegerpreis für klassische, zeitgenössische Musik. Vom 30. Juli bis 12. August 2018 war er Composer-in-Residence bei der Sherborne Summer School of Music.
Torstein Aagaad-Nilsen lebt in Manger in der Provinz Hordaland in Norwegen. Er ist mit Hege Aagaard-Nilsen verheiratet. Gemeinsam haben sie vier Kinder.

## Werke (Auswahl)

### Orchesterwerke
- Concerto für Violoncello und Orchester. 1995/1996. Aufgeführt wurde das Werk mit dem norwegischen Cellisten Aage Kvalbein (* 1947).
- Concerto für Trompete und Streichorchester. 1996. Hommage in vier Sätzen. Auftragswerk der ISCM Norwegen-Bergen für den Trompeter Ole Edvard Antonsen. Dieser war Solist der Uraufführung in Bergen. Zwischen 1997 und 1999 überarbeitet Aagaard-Nielsen das Werk erneut.
- Concerto für Posaune und Streichorchester. 1998. Die Uraufführung fand mit dem Posaunisten Jesper Juul Sørensen in Aarhus statt.
- Concerto für Tuba und Orchester, The Cry Of Fenrir. Das Werk besteht aus einem Satz, der in sieben Episoden aufgeteilt ist. Es wurde 1998 durch Frode Amundsen in Oslo uraufgeführt. Die offizielle Weltpremiere fand 2003 in Trondheim statt, die zweite Aufführung einer bearbeiteten Fassung durch Frode Amundsen und das Malmö Symfoniorkester 2004. Eine  weitere Aufführung fand 2006 mit dem Umeå Sinfonieorchester statt. Eingespielt wurde das Werk von Eirik Gjerdevik und dem  Philharmonischen Orchester Pleen unter Leitung von Bjørn Breistein zwischen dem 5. und 8. September 2011 in Plewen auf Music for blue days bei LAWO classics,  LWC 1039[3]
- Concerto für Euphonium und Orchester. Pierrot’s Lament Pierrots Klage. Das Werk wurde im Jahr 2000 von Steven Mead und dem Lahti Sinfonieorchester unter Leitung von Osmo Vänskä in Lahti uraufgeführt.
- Concerto Nr.2 für Posaune und Orchester. Fanfares and Fairytales I Scherzando energico II Cadenza III Tranquillo - Energico. Das Concerto ist ein Auftragswerk für Per Kristian Svensen, Malmö, Schweden. Es wurde 2005 von Svensen und dem Malmö Symfoniorkester unter der Leitung von Terje Boye Hansen eingespielt.
- Wind Eyes. Auftragswerk für Ung Simfoni, ein Jugendorchester das von Det Norske Komponistfond unterstützt wird, und Kjell Seim, 2007. Wind Eyes ist eine alte angelsächsische Bezeichnung für Fenster. Es ist von dem Gedicht Morgenrøden [Die Morgenröte] von Rolf Jacobsen, das er 1935 in der Gedichtsammlung Vrimmel veröffentlichte, inspiriert und entstand zum 100. Jubiläum dessen Geburtstags.
- .Boreas sings. Auftragswerk für das Arctic Philharmonic Orchestra mit Unterstützung des Norwegischen Kulturfonds, 2012
- Tombeau. Auftragswerk für Ung Simfoni, 2013 Jeder der drei Sätze basiert auf einem lateinischen Hymnus I A solis ortus cardine II Pange lingua gloriosi III Urbs beata Jerusalem
- Bør. Drei Stücke über ein Gedicht des norwegischen Dichters Stein Mehren für Altsaxophon und Streichorchester.
- Boreas blows.  Auftragswerk für das Konzerthaus Stormen in Bodø. Uraufführung durch das Arctic Philharmonic Orchestra unter Christian Lindberg zur Eröffnung des Konzerthauses Stormen, Liveübertragung im Norsk rikskringkasting  NRK. Publiziert im Norsk Musikforlag. 2014
- Ars vivendi für Chor, Vibraphon und Streichorchester Das 2014 entstandene Werk basiert auf der gleichnamigen Gedichtsammlung von Georg Johannesen aus dem Jahr 1999. Aagaard-Nielsen widmete es seiner Frau Hege Aagaard-Nilsen.
- Le Cuirassè Potemkine [Panzerkreuzer Potemkin] ist ein Auftragswerk des Orchestre Régional de Basse-Normandie für das Festival Borealis es wurde bei der Vorführung des Films 2014 in Caen uraufgeführt. Das musikalische Material basiert auf einem alten orthodoxen Hymnus.
- 5 Lieder nach Gedichten von Stein Mehren. für Mezzosopran und Orchester. 2016. Auftragswerk für die Meininger Hofkapelle, GMD Philippe Bach und der Mezzosopranistin Carolina Krogius. Die Gedichte sind aus dem Zyklus Det andre lyset [Das zweite Licht] von 1989 von Stein Mehren.
- Souvenir für Orchester und Brass Band Auftragswerk von Harald Eikaas, dem damaligen Musikdirektor des Norges Musikkorps Forbund anlässlich des einhundertjährigen Jubiläum des Verbandes im Auftrag des Sinfonieorchesters Stavanger und der Stavanger Brass Band, 2018

### Oper
- Gespenster. 2016 erhielt Aagaard Nielsen für die Oper Gespenster nach dem Drama Gespenster von Henrik Ibsen für das Staatstheater Meinigen. Das Libretto stammt von Malin Kjelsrud. Die Uraufführung war am 22. Mai 2020 am Meininger Staatstheater geplant. Auf Grund der Einschränkungen der Corona-Krise wurde die Premiere auf den 23. Februar 2024 verschoben. Philippe Bach leitete die Meininger Hofkapelle.[4]